# Eleutherodactylus jasperi
El coquí dorado (Eleutherodactylus jasperi) es una especie de anfibio anuro de la familia Eleutherodactylidae. Es un coquí de característico color amarillo dorado y pequeño tamaño, que sólo vive en la Sierra de Cayey, en Puerto Rico, en un área semicircular de 6 millas de radio. Está en grave peligro de extinción y algunos naturalistas la consideran actualmente extinta. Fue incluido en la lista de especies en peligro de extinción en el 1977.
Mide en promedio 2 cm y su coloración es entre oliva-dorado y amarillo-dorado, sin patrón en específico. Vive en áreas de un crecimiento denso de bromelias. Se han observado alimentándose de insectos. Es la única especie de rana en el Nuevo Mundo que es ovovivípara.
Actualmente no se conoce su población, cuyo nivel puede ser crítico. Las áreas en donde el coquí dorado fue descubierto, han sido desforestadas y desarrolladas. Aunque esta especie no ha sido escuchada, ni observada durante los últimos años, a pesar de haber sido buscada, no se puede concluir que está extinta, por 1981.
Es necesario realizar búsquedas intensivas en localidades históricas, al igual que otros posibles habitáculos. Como medida de conservación debe considerarse la protección y adquisición del habitáculo crítico para esta especie.